# Кондуровка (селище)
Конду́ровка (рос. Кондуровка) — селище у складі Сарактаського району Оренбурзької області, Росія.

## Населення
Населення — 26 осіб (2010; 31 у 2002).
Національний склад (станом на 2002 рік):
- росіяни — 81 %